# 長頜副脂䲁
長頜副脂䲁（學名：Paraclinus tanygnathus），為輻鰭魚綱䲁形目脂䲁科副脂䲁屬的一個種，分布於中太平洋東部加利福尼亞灣至墨西哥南部海域，深度0至14公尺，本魚體長，吻部尖，鼻孔、眼上方和頸背均有觸鬚，鰓蓋骨具有明顯的扁平三角形棘突，側線鱗31-33片，體紅褐色，有白色斑點和條紋，眼後有一條寬而淺的帶紋，胸鰭基部有明顯的白色斑點，有時背鰭後半部有一個黑斑，臀鰭顏色深，有淺色斑點、腹鰭顏色深，有白色橫紋，尾鰭顏色淺，背鰭硬棘26-28枚、背鰭軟條0枚、臀鰭硬棘2枚、臀鰭軟條16-18枚，體長可達3.5公分，棲息在海草生長岩礁區，以無脊椎動物為食，生活習性不明。